# Mittivine
MittiVine — Mittime Equipo de comedia en Uzbekistán. Un grupo de comedia uzbeco fundado en 2014 por estudiantes de la Escuela de Crédito y Cuentas Bancarias de Tashkent en el distrito de Zangiota, región de Tashkent. Los fundadores del conjunto y sus primeros intérpretes son Ulugʻbek Shodibekov y Farhod Mannopov. El grupo recibió varios premios y nominaciones, incluido el premio RizaNova, el premio NTT y el grupo recibió el premio estatal "Dostlik".
El grupo debutó en 2014 como un pequeño grupo de 2 miembros, lanzando música en los idiomas uzbeko, tayiko y kazajo. Los álbumes posteriores también tuvieron éxito y  Mittivine  se convirtió en el grupo más influyente entre 2015 y 2016, según la revista Uzbek Darakchi. También han sido nombrados por varias publicaciones como una de las bandas de chicos más grandes de Uzbekistán y están a la vanguardia de la supremacía pop rock, con coreografías nítidas combinadas con canciones creadas por los talentosos compositores y productores de Mittivine y pulidas con sus personalidades.

## Historia
Mittivine es un grupo de comedia en Uzbekistán. Fue establecido en 2014. El grupo actualmente consta de 7 participantes. Casi todos los participantes se graduaron de la Escuela de Banca Estatal de Uzbekistán. Se dieron a conocer al participar en el programa "Quvnoqlar va zukkolar" (QVZ) en nombre de la universidad. La banda ha sido criticada varias veces por su humor crudo. En 2023, Farhod Mannopov, el solista del grupo, se sometió a una operación de nariz y recibió mucha anestesia. Farhod Mannopov entró en coma y murió el mismo día.

## Integrantes

### Activos

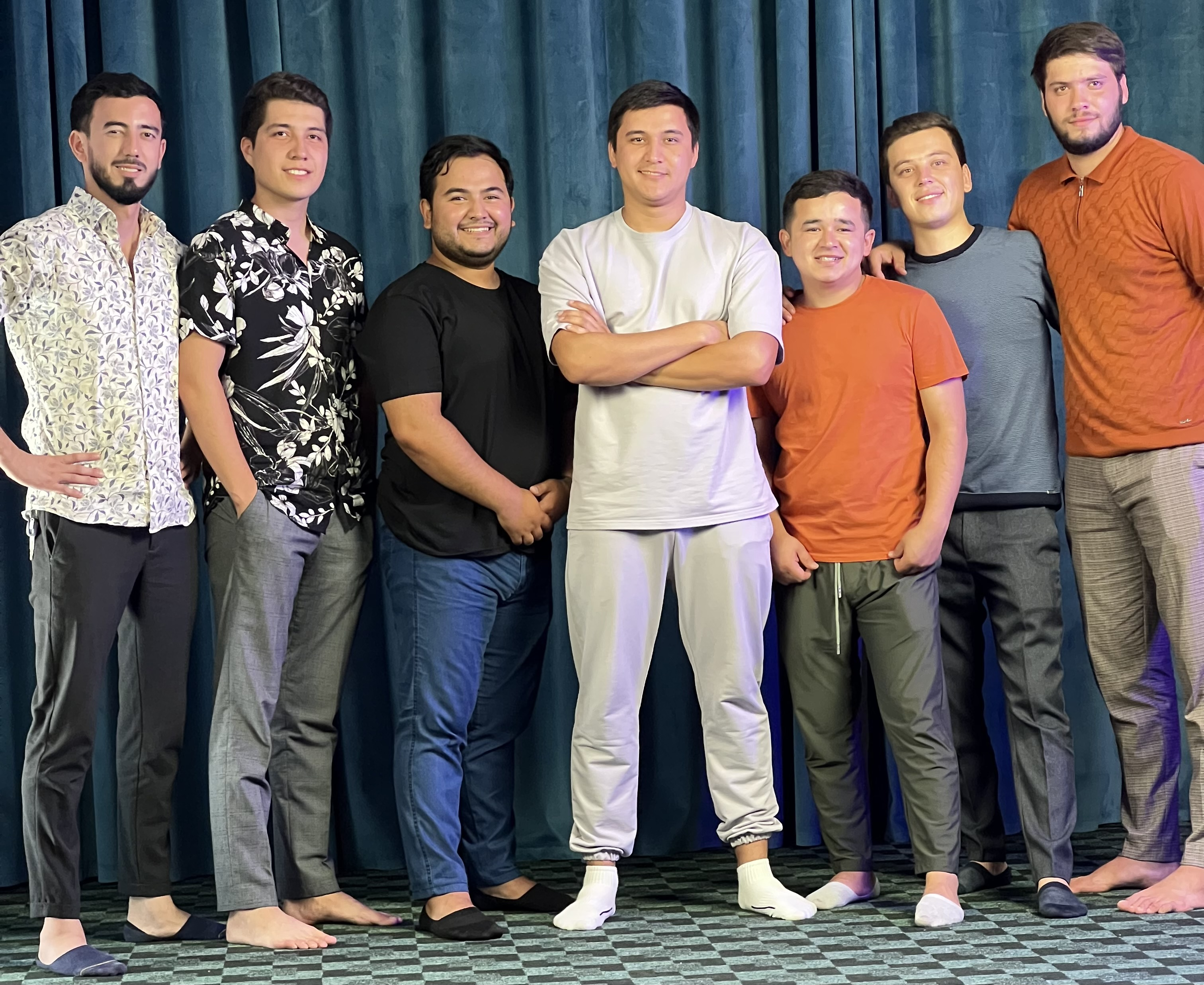
Mittivine en 2022

- Ulugʻbek Shodibekov
- G'ulomnazir Nasriddinov
- Abdulloh Vahobov
- Aziz Toʻlaganov
- Murodjon Solihov
- Abdurahim Abdukarimov

### Miembros anteriores
Farhad Mannopov murió el 6 de marzo de 2023 a la edad de 27 años.

## Discografía
| Año  | Nombre |
| ---- | ------ |
| 2018 | Boy    |
| 2022 | Sheyx  |

## Filmografía
| Año  | Película         |
| ---- | ---------------- |
| 2021 | Sasha Aka        |
| 2020 | Qoʻshni Ulugʻbek |